# Jannik Schümann

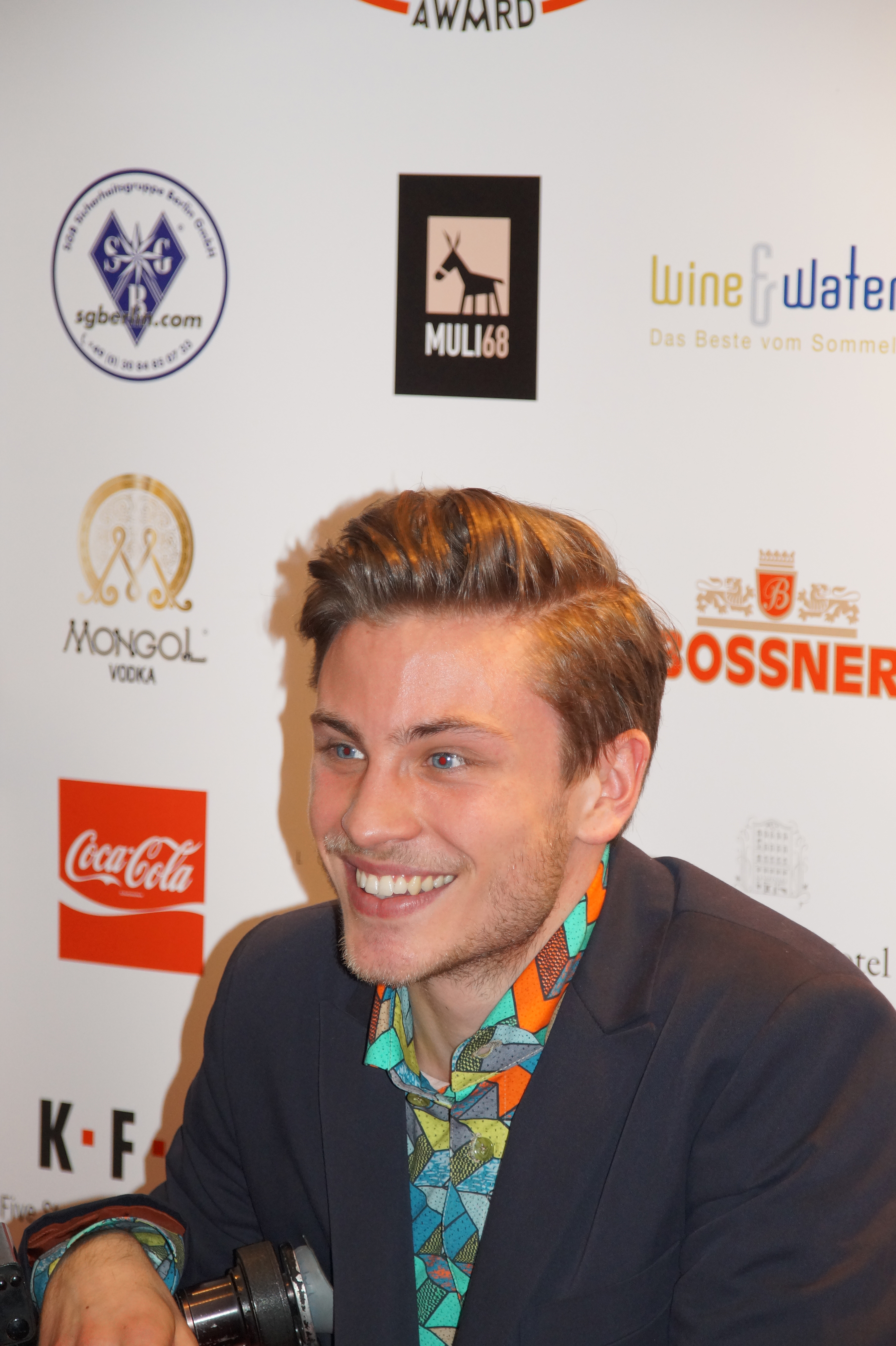
Jannik Schümann agli Askania Award nel 2016

Jannik Schümann (Amburgo, 22 luglio 1992) è un attore tedesco.

## Biografia
Attivo nella fiction televisiva tedesca dal 2007 (ma con un primo ruolo già nel 2003), è noto in particolare per aver interpretato il ruolo di Nicholas nella serie Cyber Girls. Al cinema è nel 2013 fra i protagonisti di Spieltrieb, tratto dal romanzo Gioco da ragazzi di Juli Zeh. Nel 2016 è co-protagonista LenaLove, e fra i protagonisti di Die Mitte der Welt, tratto da un omonimo romanzo di Andreas Steinhöfel.
Nel 2012 vince il premio speciale della giuria al Hessischer Fernsehpreis per Mittlere Reife assieme a Isabel Bongard, Sonja Gerhardt, Vincent Redetzki e Anton Rubtsov. Nel 2016 vince il Shooting-Star-Award agli Askania Award.
Il 26 dicembre 2020 fa coming out pubblicando una foto con il compagno Felix Kruck sul proprio profilo Instagram.

## Filmografia

### Attore

#### Cinema
- Ferngesteuert, regia di Hendrik Maximilian Schmitt - cortometraggio (2012)
- La scelta di Barbara (Barbara), regia di Christian Petzold (2012)
- Spieltrieb, regia di Gregor Schnitzler (2013)
- Taxi, regia di Kerstin Ahlrichs (2015)
- Jesus Cries, regia di Brigitte Maria Mayer (2015)
- LenaLove, regia di Florian Gaag (2016)
- Die Mitte der Welt, regia di Jakob M. Erwa (2016)
- Jugend ohne Gott, regia di Alain Gsponer (2017)
- Submergence, regia di Wim Wenders (2017)
- High Society - Quando gli opposti si attraggono (High Society) regia di Anika Decker (2017)
- La conseguenza (The Aftermath), regia di James Kent (2019)
- Rate Your Date, regia di David Dietl (2019)
- Vicino all'orizzonte (Dem Horizont so nah), regia di Tim Trachte (2019)
- Deine Farbe, regia di Maria Diane Ventura (2019)
- Superhero, regia di Emile Schlesser - cortometraggio (2020)
- Monster Hunter, regia di Paul W. S. Anderson (2020)

#### Televisione
- Die Rettungsflieger – serie TV, 1 episodio (2003)
- Alphateam - Die Lebensretter im OP – serie TV, 1 episodio (2004)
- In capo al mondo per amore (Das Glück am anderen Ende der Welt), regia di Dietmar Klein – film TV (2007)
- Tatort – serie TV, 3 episodi (2007-2018)
- VeggieTales FitnessHof – serie TV, 1 episodio (2008)
- Stubbe - Von Fall zu Fall – serie TV, 1 episodio (2009)
- Grani di pepe (Die Pfefferkörner) – serie TV, 4 episodi[5] (2009)
- Kommissarin Lucas – serie TV, 1 episodio (2010)
- Die Kinder von Blankenese, regia di Raymond Ley – film TV documentario (2011)
- SOKO Wismar – serie TV, 1 episodio (2010)
- Garmischer Bergspitzen, regia di Dietmar Klein – film TV (2010)
- Cyber Girls (A Gurls Wurld) - serie TV, 11 episodi (2010-2011)
- Hamburg Distretto 21 (Notruf Hafenkante) – serie TV, 1 episodio (2011)
- Homevideo, regia di Kilian Riedhof – film TV (2011)
- Il commissario Voss (Der Alte) – serie TV, 1 episodio (2011)
- Verschollen am Kap, regia di Andreas Senn – miniserie TV (2011)
- Guardia costiera (Küstenwache) – serie TV, 1 episodio (2012)
- Mittlere Reife, regia di Martin Enlen – film TV (2012)
- Squadra Speciale Colonia (SOKO Köln) – serie TV, 1 episodio (2012)
- Polizeiruf 110 – serie TV, 1 episodio (2012)
- Die Erfinderbraut, regia di Thomas Nennstiel – film TV (2013)
- Lotta – serie TV, 1 episodio (2013)
- Morden im Norden – serie TV, 1 episodio (2013)
- Bella Block – serie TV, 1 episodio (2013)
- Der Lehrer – serie TV, 1 episodio (2013)
- Katie Fforde – serie TV, 1 episodio (2014)
- Die drei Federn, regia di Su Turhan – film TV (2014)
- Colpevoli (Schuld nach Ferdinand von Schirach) – serie TV, 1 episodio (2015)
- Die kalte Wahrheit, regia di Francis Meletzky – film TV (2015)
- Chiamatemi Helen (Mein Sohn Helen), regia di Gregor Schnitzler – film TV (2015)
- 14º Distretto (Großstadtrevier) – serie TV, 1 episodio (2015)
- Die Hebamme 2, regia di Hannu Salonen – film TV (2016)
- Squadra Speciale Cobra 11 (Alarm für Cobra 11 – Die Autobahnpolizei) – serie TV, 1 episodio (2016)
- Die Diplomatin – serie TV, 5 episodi (2016-2020)
- Charité – serie TV, 6 episodi (2019)
- Tage des letzten Schnees, regia di Lars-Gunnar Lotz – film TV (2019)
- 9 Tage wach, regia di Damian John Harper – film TV (2020)
- Tribes of Europa – serie TV, 2 episodi (2021)
- Westwall, regia di Isa Prahl – miniserie TV, 2 episodi (2021)
- Sissi (Sisi) – serie TV, 18 episodi (2021-2024)

### Doppiatore
- I tre investigatori e l'isola misteriosa (The Three Investigators and the Secret of Skeleton Island), regia di Florian Baxmeyer (2007) - Versione tedesca
- I tre investigatori e il castello del terrore (The Three Investigators and the Secret of Terror Castle), regia di Florian Baxmeyer (2009)
- WinneToons - Die Legende vom Schatz im Silbersee, regia di Gert Ludewig (2009)

### Co-produttore
- Deine Farbe, regia di Maria Diane Ventura (2019)

## Riconoscimenti
- 2012 – Hessian TV Award
  - Best Ensemble per Mittlere Reife (con Isabel Bongard, Sonja Gerhardt, Vincent Redetzki ed Anton Rubtsov)

- 2012 – New Faces Awards
  - Nomination Miglior attore per La scelta di Barbara

- 2014 – Günter Strack TV Award
  - Nomination Miglior giovane attore per Tatort (episodio "Gegen den Kopf")

- 2015 – Hessian TV Award
  - Nomination Miglior attore per Chiamatemi Helen

- 2020 – Jupiter Awards
  - Miglior attore per Vicino all'orizzonte[6]
- 2020 – Lonely Wolf: London International Film Festival
  - Nomination Outstanding Performance by an Actor in a Supporting Role per Deine Farbe

- 2021 – Jupiter Awards
  - Miglior attore per 9 Tage wach[7]

- 2021 – Bavarian TV Awards
  - Nomination Miglior attore in un film televisivo per 9 Tage wach

- 2021 – FILMHAUS: Berlin Film + New Media Competition
  - Nomination Miglior attore non protagonista per Deine Farbe

- 2022 – Jupiter Awards
  - Miglior attore per Sissi[8]

## Doppiatori italiani
Nelle versioni in italiano nelle opere in cui ha recitato, Jannik Schümann è stato doppiato da:
- Flavio Aquilone in Chiamatemi Helen
- Alberto Franco in Submergence
- Alessandro Campaiola in Vicino all'orizzonte
- Lorenzo Crisci in Tribes of Europa
- Emanuele Ruzza in Sissi